# 藤﨑ゆみあ
藤﨑 ゆみあ（ふじさき ゆみあ、2008年〈平成20年〉2月16日 - ）は、日本の女優、モデル。METEORA所属。
名字の「﨑」は「たつさき」。

## 略歴
2023年2月1日より芸能事務所METEORAに所属し、春に上京した。
同年より芸能活動を開始した。同年7月期日本テレビ系土曜ドラマ『最高の教師 1年後、私は生徒に■された』でテレビドラマ初出演を果たした。同年11月、第102回全国高等学校サッカー選手権大会（2023年12月28日開幕）の19代目応援マネージャーに就任した。
2024年2月29日、Netflix映画『パレード』で映画初出演。この作品は昨年放送の連続ドラマ『最高の教師 1年後、私は生徒に■された』より以前に撮影されたもののため、本作が女優デビュー作となった。

## 人物
姉の勧めで地元の広島でモデルとして芸能活動を始めた。
好きな映画は『チア☆ダン〜女子高生がチアダンスで全米制覇しちゃったホントの話〜』（2017年）。

## 出演

### 映画
- パレード（2024年2月29日、Netflix） - リコ 役[7]
- MIRRORLIAR FILMS Season6『カフネの祈り』（2024年12月13日、アップリンク）[9]

### テレビドラマ
- 最高の教師 1年後、私は生徒に■された（2023年7月15日 - 9月23日、日本テレビ） - 阿久津由利 役[10]
- 藤子・F・不二雄 SF短編ドラマ シーズン3「みどりの守り神」（2025年3月26日、NHK BSプレミアム4K） - 深見みどり 役
- イグナイト -法の無法者-（2025年4月18日 - 6月27日、TBS） - 轟佳奈 役[11]
- 照子と瑠衣 第8話（2025年8月10日、NHK BSプレミアム4K・BS） - 由奈 役[12]

### 配信ドラマ
- 3年後の僕たちは 第5話「〜東風谷葵＆阿久津由利〜」（2023年8月23日、YouTube・TVer） - 阿久津由利 役[13][14][15]
- 拝啓、大人になる貴方へ（2023年9月23日・30日、Hulu） - 阿久津由利 役[16]
- イクサガミ（2025年11月配信予定、Netflix） - 香月双葉 役[17]

### CM
- 「TUMO Gunma」アンバサダー[18]
- 東京メトロ[19][20]
- 個別指導塾スクールIE 「合格発表」篇・「父と娘の葛藤」篇（2024年1月13日 - ）[21]
- クスリのアオキ[要出典]
- 大塚製薬 オロナミンC 「みんな巨人 野球」篇（2024年4月 - ）[22]

### MV
- 菅田将暉「ユアーズ」（2023年7月29日）[23][24]
- SHE'S「Cloud 9」（2024年8月23日）[25]

### その他
- 一般財団法人 日本防火・危機管理促進協会 全国火災予防運動ポスター（2024年 秋、2025年 春）[26]
- 第102回全国高等学校サッカー選手権大会（2023年12月28日 - 2024年1月8日） - 19代目応援マネージャー[5][6]

## 書籍

### 写真集
- 「藤﨑ゆみあファースト写真集（仮）」（2025年12月12日予定、東京ニュース通信社）[27]

### 雑誌
- B.L.T.（2023年9月号、東京ニュース通信社）
- TV Bros.（2023年10月号 - 、東京ニュース通信社） - 連載「気づいたら、ここにいた」[28]